# Ferrari P
Ferrari P (Prototipe) - успішна і відносно велика серія середньомоторних прототипів з дванадцятициліндровими двигунами італійської фірми Ferrari, що випускаються в 1960-х роках. Автомобілі знамениті багатьма перемогами у різних гонках на витривалість, в тому числі в таких культових змаганнях, як 1000 км Нюрбургринга і 12 годин Себринга. Але особливо варто відзначити весь подіум зайнятий моделями в гонці 24 години Ле-Мана 1964 року і перші три місця моделі 330 P4 в змаганні 24 години Дайтони 1967 року.
Приблизно в цей же час було зроблено ще дві серії прототипів: Dino 166 P і Ferrari 312 P (PB), але це були інші автомобілі з двигунами іншої конструкції.

## 250 P/275 P/330 P

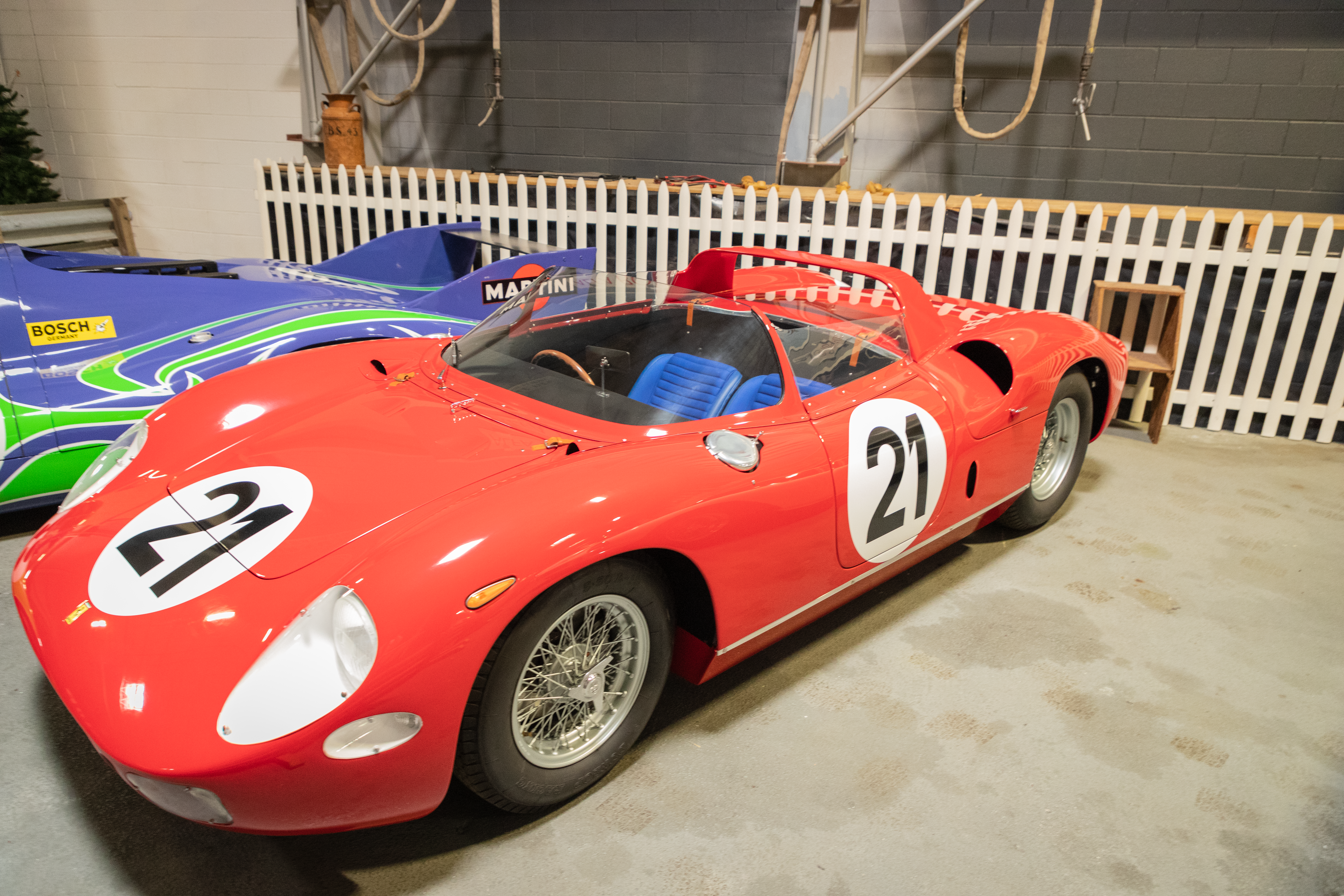
1963 Ferrari 250 P

Модель 250 P, перший прототип Ferrari з дванадцятициліндровим двигуном, розміщеним за спинкою сидіння, була представлена пресі 4 березня 1963 року на гоночному треку Монца. В ательє Pininfarina створили дуже гарний кузов, оригінальною деталлю якого було замкнуте у вигляді арки антикрило, розташоване за кокпітом. Моделі не знадобилося багато часу для затвердження на гоночних трасах, перемоги в Себрінгу, Ле-Мані та на Нюрбургрингу, ясно показали можливості цього автомобіля.
Модель мала розташований ззаду поздовжньо V-подібний дванадцятициліндровий двигун робочим об'ємом 3.0 літри (об'єм одного циліндра дорівнював приблизно 250 см³, звідси і назва моделі) потужністю 310 к.с. Мотор мав по одному верхньому розподільчому валу в кожній головці (SOHC), по два клапани і одній свічці на циліндр, напруга на які подавалося від двох котушок запалювання. Харчувався двигун від шести карбюраторів Weber і мав систему мастила із сухим картером. Від двигуна через багатодискове зчеплення обертання передавалося на механічну коробку передач п'ятиступінчасту.
До рами зі сталевих труб кріпилися незалежні пружинні передня та задня підвіски на подвійних поперечних важелях. Спереду та ззаду використовувалися гідравлічні телескопічні амортизатори та були встановлені стабілізатори поперечної стійкості. Використовувалося рейкове кермо, гальма всіх коліс були дисковими.
У 1964 році до серії була додана ще одна модель - 275 P з двигуном робочим об'ємом 3,3 літри (об'єм одного циліндра становив приблизно 275 см³, що відображено в назві) потужністю 320 к.с. Збільшений обсяг двигуна покращив швидкісні показники автомобіля у гонках на витривалість. Цей досвід фірма використала у своїх дорожніх моделях, які невдовзі отримали двигун такого ж робочого об'єму.

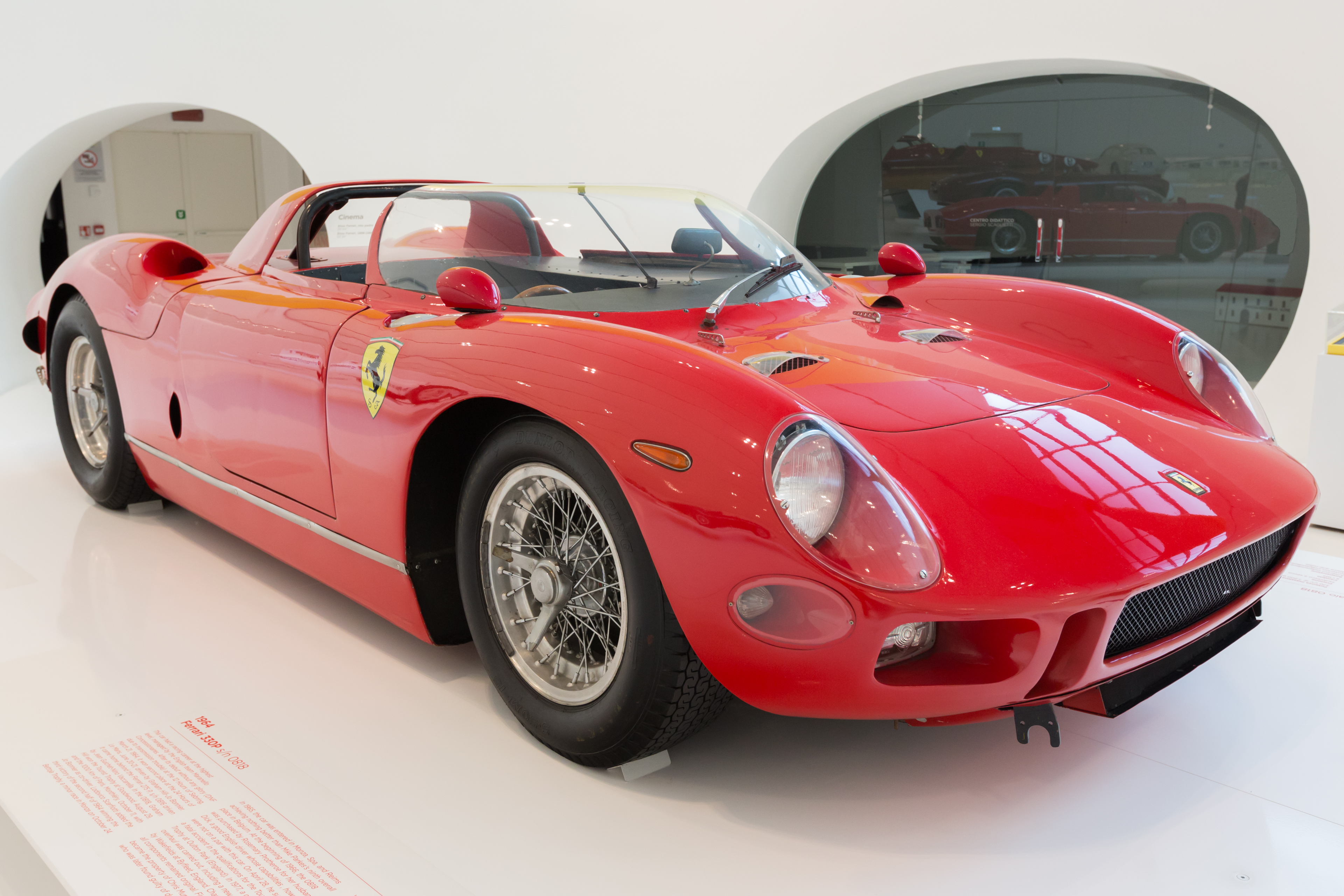
Ferrari 330P

4.0 літровий двигун (робочий об'єм одного циліндра дорівнював 330 см³, звідси назва моделі) потужністю 370 к.с. було встановлено наступного прототипу 1964 року, модель 330 P. Автомобіль був розвитком технічних досягнень, успішно випробуваних попередніх моделях. Потужність його двигуна зростала від версії до версії, він пройшов випробування на надійність, приносячи перемоги і призові місця для тих, хто тісно співпрацює з Ferrari, таких не заводських команд, як NART і Maranello Concessionaires. Наприкінці 1964 року на ньому було виграно два змагання: гонки 1000 кілометрів Парижа на Monthléry та Trofeo Bettoia у Монці з Лудовіко Скарфіотті за кермом.

## 275 P2/330 P2/365 P

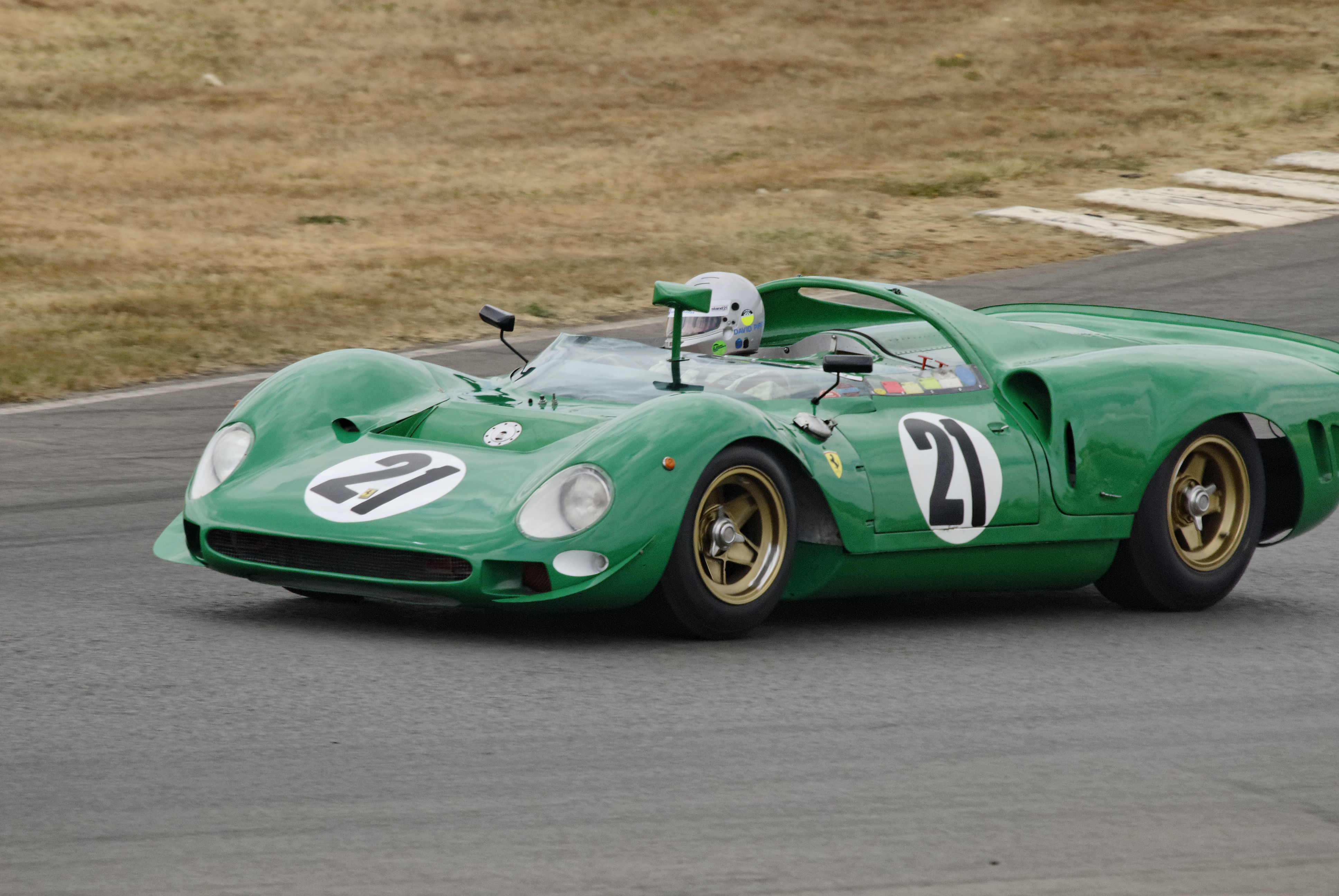
Ferrari 365 P

В 1965 році була представлена оновлена модель 275 P2 і дуже схожа на неї, тільки з двигуном більшого об'єму, модель 330 P2.
Новий двигун тепер мав по два верхні розподільні вали в кожній головці (DOHC), але кількість клапанів залишилася колишньою, по два на циліндр. Мотор моделі 275 P2 при робочому об'ємі 3,3 літра (об'єм одного циліндра приблизно дорівнював 275 см³, звідси і назва моделі) розвивав потужність 350 л.
Кузов автомобіля був посилений за допомогою додаткових алюмінієвих панелей, закріплених зовні просторової рами, а нові незалежні передня та задня підвіски прототипу були запозичені із розробок Ferrari для Формули-1.
Завдяки Паркесу та Гуші дебют автомобіля 275 P2 на автодромі Монца виявився дуже успішним, він легко обійшов суперників на потужніших автомобілях. Ця авангардна модель використовувалася лише заводськими гонщиками та брала участь у деяких дуже цікавих битвах із конкурентами.
Для боротьби з американськими спортивними автомобілями, оснащеними 7-літровими моторами, Ferrari представив модель 330 P2 з 4,0 літровим двигуном (об'єм одного циліндра приблизно дорівнював 330 см³, звідси і назва моделі) потужністю 410 к.с. Після досить неоднорідного сезону автомобіль був замінений наступною моделлю 330 P3.
Двигун моделі 365 P 1965 року виходив за рамки чотирилітрового обмеження, встановленого для участі в офіційних змаганнях, цей автомобіль був створений для приватних команд. Великий робочий обсяг компенсував зниження потужності, спричинене спрощенням конструкції. Двигун мав по одному розподільчому валу в кожній головці, шасі ж в цілому було подібно до інших моделей серії P2. Не слід недооцінювати спрощення, вони дуже допомогли приватним командам, що обслуговують автомобілі поза заводськими майстернями.

## 330 P3/412 P/330 P4

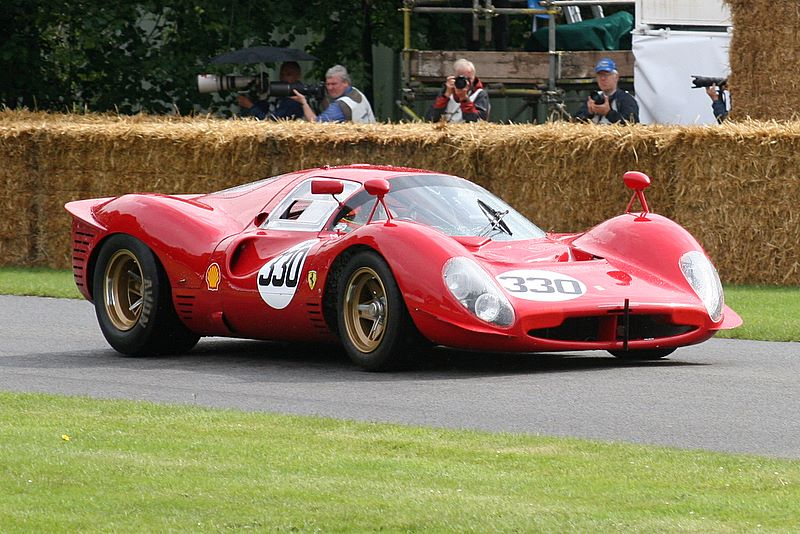
Ferrari 330 P3

Автомобіль 330 P3, що з'явився в 1966 році, в першу чергу, привернув загальну увагу надзвичайною красою своїх форм. Плавні криві, від носа до корми, з вкрапленнями повітрозабірників, створили дизайнерською фірмою П'єра Дрого (Piero Drogo). Автомобіль мав нове шасі, що складається з трубчастої рами, укладеної в кокон зі склопластику. Двигун і коробка були невід'ємною частиною цієї структури, збільшуючи її жорсткість. У порівнянні з агрегатом, використаним на моделі 330 P2, новий мотор був легшим на 30 кілограмів, завдяки переробленим головкам циліндрів. Застосування нової системи упорскування палива виробництва Lucas, замість карбюраторів Weber, що зазвичай використовуються, дозволило збільшити його потужність до 420 к.с. Найбільш гучні перемоги на автомобілі, веденому Скарфіотті та Парксом, були досягнуті у Спа та у 1000 кілометровій гонці у Монце з екіпажем у складі Сертіса та Паркса.
Проміжний, між версіями 330 P3 і 330 P4, автомобіль 412 P (цифра 4 у новому позначенні умовно показувала робочий об'єм двигуна, 12 - число циліндрів) 1967 іноді називали моделлю 330 P3/P4. По суті, це був той самий автомобіль 330 P3, але з новим кузовом і ходовою частиною, які в наступному році встановили на модель 330 P4. Двигун також був від моделі попереднього року, але з карбюраторами замість системи впорскування. Автомобіль успішно використовувався у змаганнях приватними командами, такими як NART, Scuderia Filipinetti, Ecurie Francorchamps та Maranello Concessionaires.
Зовні автомобіль 330 P4 1967 року був дуже схожий на свого попередника модель 330 P3. Але він був оснащений двигуном, що радикально перероблений Франко Роккі (Franco Rocchi). Тепер у мотора було по три клапани на циліндр: два впускні та один випускний. Живлення двигуна здійснювалося за допомогою системи упорскування палива фірми Lucas. Автомобіль був трохи довшим за модель 330 P3 та мав нову підвіску, що істотно підвищила стійкість руху. Модель 330 P4 була першою у безлічі змагань і зайняла своє місце в історії автоспорту, вигравши весь подіум у гонці 24 години Дейтони 1967 року.

## Двигуни
- 3.0-310 V12 (250 P)
- 3.3-320 V12 (275 P)
- 4.0-370 V12 (330 P)
- 3.3-350 V12 (275 P2)
- 4.0-410 V12 (330 P2)
- 4.4-380 V12 (365 P)
- 4.0-420 V12 (330 P3)
- 4.0-420 V12 (412 P)
- 4.0-450 V12 (330 P4)

## Хронологія
| Моделі і роки їх виступу в змаганнях | Моделі і роки їх виступу в змаганнях | Моделі і роки їх виступу в змаганнях | Моделі і роки їх виступу в змаганнях | Моделі і роки їх виступу в змаганнях | Моделі і роки їх виступу в змаганнях | Моделі і роки їх виступу в змаганнях | Моделі і роки їх виступу в змаганнях |
| № шасі | 1963                                 | 1964                                 | 1965                                 | 1966                                 | 1967                                 | 1968                                 | 1969                                 |
| --- | ------------------------------------ | ------------------------------------ | ------------------------------------ | ------------------------------------ | ------------------------------------ | ------------------------------------ | ------------------------------------ |
| 0810 | 250 P                                | 330 P                                | 330 P                                | 330 P                                |                                      |                                      |                                      |
| 0812 | 250 P                                | 275 P                                | 275 P                                |                                      |                                      |                                      |                                      |
| 0814 | 250 P→330 P→275 P                    |                                      |                                      |                                      |                                      |                                      |                                      |
| 0816 | 250 P                                | 275 P                                | 275 P                                | 275 P                                | 275 P                                | 275 P                                |                                      |
| 0818 |                                      | 275 P→330 P                          | 330 P                                | 330 P                                |                                      |                                      |                                      |
| 0820 |                                      | 275 P→330 P                          | 330 P                                |                                      |                                      |                                      |                                      |
| 0822 |                                      | 275 P→330 P                          | 330 P                                |                                      |                                      |                                      |                                      |
| 0824 |                                      | 330 P                                | 365 P                                |                                      |                                      |                                      |                                      |
| 0826 |                                      |                                      | 330 P2→275 P2→36 P                   | 365 P                                |                                      |                                      |                                      |
| 0828 |                                      |                                      | 275 P2→330 P3                        | 365 P                                |                                      |                                      |                                      |
| 0832 |                                      |                                      | 275 P2                               | 365 P                                |                                      |                                      |                                      |
| 0836 |                                      |                                      | 275 P2→330 P2→365 P                  | 365 P                                |                                      |                                      |                                      |
| 0838 |                                      |                                      | 365 P                                | 365 P                                |                                      |                                      |                                      |
| 0844 |                                      |                                      |                                      | 330 P3                               | 412 P                                |                                      |                                      |
| 0846 |                                      |                                      |                                      | 330 P3                               | 412 P                                |                                      |                                      |
| 0848 |                                      |                                      |                                      | 330 P3                               | 412 P                                |                                      |                                      |
| 0850 |                                      |                                      |                                      |                                      | 412 P                                |                                      |                                      |
| 0854 |                                      |                                      |                                      |                                      | 412 P                                | 412 P                                | 412 P                                |
| 0856 |                                      |                                      |                                      |                                      | 330 P4                               |                                      |                                      |
| 0858 |                                      |                                      |                                      |                                      | 330 P4                               | 330 P4                               | 330 P4                               |
| 0860 |                                      |                                      |                                      |                                      | 330 P4                               | 330 P4                               |                                      |
| Джерело: Ferrari Racing Sports Cars [Архівовано 11 серпня 2020 у Wayback Machine.], Ferrari Overview by Production Year and Type 1965-71 [Архівовано 7 квітня 2020 у Wayback Machine.] |                                      |                                      |                                      |                                      |                                      |                                      |                                      |